# Anne-Laure Dalibard

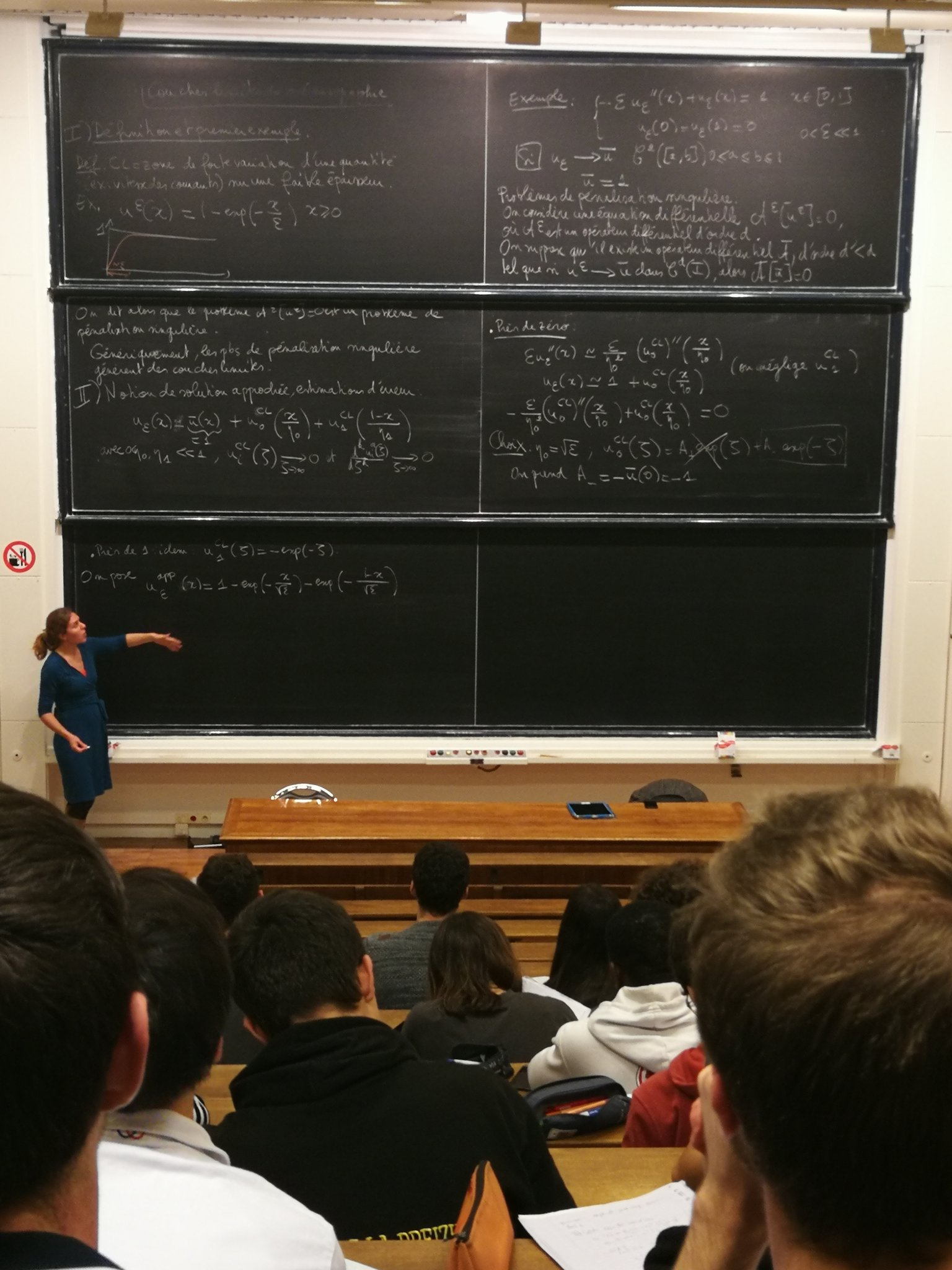
Anne-Laure Dalibard im Institut Poincaré, 2019

Anne-Laure Dalibard (* 5. August 1982) ist eine französische Mathematikerin, Professorin an der Sorbonne Université und Mitglied des Laboratoire Jacques-Louis Lions (UMR CNRS 7598).

## Leben
Anne-Laure Dalibard ist die Tochter des Physikers Jean Dalibard und der Ingenieurin Barbara Dalibard. Sie hat an der École normale supérieure (Paris) Mathematik studiert. 2007 promovierte sie unter der Leitung von Pierre-Louis Lions (Homogenisierung von skalaren Erhaltungsgesetzen und Transportgleichungen) und arbeitete anschließend an der École normale supérieure mit Laure Saint-Raymond. Im Jahr 2008 wurde sie als Forscherin vom CNRS rekrutiert.
Während des akademischen Jahres 2013–2014 wurde sie an das Courant Institute of Mathematical Sciences of New York University eingeladen und wurde nach ihrer Rückkehr Professorin an der Universität Paris VI (Université Pierre et Marie Curie), die 2018 in der Sorbonne Université aufging.
Sie hat 2017 die Sommerschule „Dispersive hydrodynamics and oceanography: from experiments to theory“ an der École de Physique des Houches und 2019 das Forschungstrimester „The Mathematics of Climate and the Environment“ am Institut Henri Poincaré organisiert bzw. mitorganisiert.
Von 2015 bis 2020 hat sie das Projekt „Mathematical study of Boundary Layers in Oceanic Motions“ (BLOC) des Europäischen Forschungsrats (ERC) geleitet, in dem es um die Analyse verschiedener Arten von Grenzschichten bei der Analyse von Meeresströmungen geht.
Seit 2020 ist sie Juniormitglied des Institut universitaire de France und Generalsekretärin der Société de Mathématiques Appliquées et Industrielles. Sie ist auch Mitglied der Gleichstellungskommission ihres Labors.
Anne-Laure Dalibard stellt ihre Arbeit regelmäßig in Verbreitungsseminaren wie „eine Frage, ein Forscher“ oder dem Tag „Mathematik in Bewegung“ 2019 vor.

## Arbeiten
Als Spezialistin für partielle Differentialgleichungen wendet sie die Mathematik für die Analyse physikalischer Phänomene (insbesondere in der Strömungsmechanik) an, bei denen mehrere Skalen vorhanden sind, um die Wechselwirkungen zwischen verschiedenen Skalen zu verstehen. Ein Teil ihrer Arbeit findet Anwendung in der Meereskunde bei der großräumigen Modellierung von Strömungen.

## Auszeichnungen
- 2010: Peccot-Kurs am Collège de France[14][3]
- 2018: CNRS-Bronzemedaille[3]
- 2020: Maurice-Audin-Preis[11][15][8]